# یان رایت (ورزشکار)
یان رایت (انگلیسی: Ian Wright; ۹ دسامبر ۱۹۶۱ – ) قایقران روئینگ اهل نیوزیلند بود.
وی در مسابقات کشوری و بین‌المللی در مجموع برندهٔ ۱ مدال نقره، ۳ مدال برنز شده‌است.